# Pocket Park
POCKET PARK es el título del primer álbum de estudio de la intérprete japonesa Miki Matsubara. Fue publicado en Japón bajo el sello discográfico See･Saw el 25 de enero de 1980.
Debido al éxito que tuvo el sencillo 真夜中のドア/Stay With Me este álbum logró tener notoriedad durante las primeras semanas de publicación, y recientemente, en el año 2020 gracias a la popularidad que obtuvo dicho sencillo en los sitios web TikTok y YouTube.
Destacan como sencillos los temas: 真夜中のドア/Stay With Me, そうして私が y 愛はエネルギー, publicados en 1979.

## Lista de canciones[2]
| Pocket Park |                             |                  |          |  |
| N.º         | Título                      | Escritor(es)     | Duración |  |
| 1.          | «真夜中のドア/Stay With Me» | Miura Yoshiko    | 5:10     |  |
| 2.          | «It's So Creamy»            | Tsuzuru Nakazato | 3:41     |  |
| 3.          | «Cryin'»                    | Yumi Morita      | 3:55     |  |
| 4.          | «That's All»                | Yumi Morita      | 4:01     |  |
| 5.          | «His Woman»                 | Miura Yoshiko    | 4:04     |  |
| 6.          | «Manhattan Wind»            | Kohei Oikawa     | 3:27     |  |
| 7.          | «愛はエネルギー»            | Miura Yoshiko    | 3:36     |  |
| 8.          | «そうして私が»              | Miura Yoshiko    | 4:14     |  |
| 9.          | «Trouble Maker»             | Ryuu Machiko     | 4:32     |  |
| 10.         | «Mind Game»                 | Ryuu Machiko     | 3:57     |  |
| 11.         | «偽りのない日々»            | Kohei Oikawa     | 3:49     |  |
| 44:26       |                             |                  |          |  |

## Créditos y personal[2]
- Miki Matsubara - Voz.
- Akihide Kikuchi - Coproducción y realización.
- Osamu Fujita - Dirección
- Kozo Araki - Director de música
- Tomio Wada - Ingeniero de grabación y mezclado
- Koichi Suzuki - Ingeniero de sonido asistente
- Tetsushi Hayashi - Arreglos y dirección en pistas 1, 7 y 8.
- Ken Sato - Arreglos y dirección en pistas 2, 3 y 4.
- Fujimaru Yoshino - Arreglos y dirección en pista 5.
- Yasunori Soryo - Arreglos y dirección en pistas 6 y 11.
- Tatsushi Umegaki - Arreglos y dirección en pistas 9 y 10.
- Koichi Inakoshi - Fotografía
- Takashi Nomura - Diseño
- Fumihiko Sato, Haruhiko Kaneko - Supervisión de grabación (Directores de grabación).
- Hiroshi Sekine - Supervisión de grabación (Asistente de director)